# إلينا بافلوفنا
إلينا بافلوفنا (الروسية: Елена Павловна) هي دوقة وأميرة روسية ولدت في 24 ديسمبر من عام 1784 وتوفيت في 24 سبتمبر من عام 1803 عن عنر ناهز 18 عاما فقط. هي بنت إمبراطور روسيا بافل الأول وأخت الإمبراطورين ألكسندر الأول ونيكولاي الأول.